# Sechter (Einheit)
Der Sechter war ein deutsches Getreidemaß und galt vorrangig in Süddeutschland. Andere Begriffe waren Sister, Sester oder auch Vierling. So hatte beispielsweise der Landmalter, 1811 eingeführt, 12 Sechter und das waren 283,64 Liter. In Österreich verstand man unter einem Sechter ein kupfernes kleines Gefäß für Wein oder Öl, genannt Sechterl.
Freie Stadt Frankfurt
- 1 Sechter = 4 Gescheid = 16 Mäßchen/Viertel = 64 Schrott
- 1 Sechter = 361 ½ Pariser Kubikzoll = 7 1/6 Liter
- 2 Sechter = 1 Meste
- 4 Sechter = 1 Simra
- 16 Sechter = 1 Malter

Provinz Hanau
- 1 Sechter = 385 ⅛ Pariser Kubikzoll = 7 ⅝ Liter
- 2 Sechter = 1 Metze
- 4 Sechter = 1 Simmer